# Kona (Computerspiel)
Kona ist ein Computerspiel des kanadischen Entwicklerstudios Parabole. Der Hybride aus Point-and-Click-Adventure und Survival Horror spielt im hohen Norden Kanadas und wurde von Parabole ab März 2016 im Episodenformat veröffentlicht.

## Handlung
Kona spielt in den 1970er-Jahren. Ort der Handlung ist der Norden der kanadischen Provinz Québec. Der Spieler übernimmt die Rolle des Privatdetektivs Carl Faubert. Dessen Auftraggeber, der Großindustrielle W. Hamilton, beschuldigt den Indianerstamm der Cree, in seine Sommerresidenz am Lake Atamipek eingebrochen zu sein. Faubert macht sich auf den Weg gen Norden, wird jedoch kurz vor seinem Ziel von einem Blizzard überrascht. Nur unter Mühen erreicht er das nach dem nahen See benannte Dorf, wo er weder seinen Auftraggeber noch irgendeinen weiteren Einwohner vorfindet. Am nördlichen Ende des Dorfes stößt Faubert auf einen bodenlosen Abgrund, der mitten durch den aus dem Dorf herausführenden Highway verläuft und in dessen Nähe sich eine mysteriöse, leuchtende Wand aus Eis befindet. Im weiteren Verlauf des Spiels stößt Faubert auf Notizen, die die Bewohner von Atamipek vor ihrem Verschwinden hinterlassen haben, und gerät in eine Schnitzeljagd, die ein unbekannter Dorfbewohner für Faubert veranstaltet.

## Spielprinzip und Technik
Das mit Hilfe der Unity-Engine erstellte Kona ist ein First-Person-Adventure, das heißt, die Darstellung des Geschehens erfolgt aus der Perspektive des Spielers. Die Kamera ist dabei in allen Richtungen frei drehbar. Die Fortbewegung innerhalb der Spielwelt erfolgt über die WASD-Tasten. Zusätzlich zur Bewegung zu Fuß kann der Spieler in bestimmten Situationen Fahrzeuge wie sein Auto oder ein Schneemobil einsetzen, deren Steuerung ebenfalls über die WASD-Tasten funktioniert. Mit Hilfe weiterer Tasten kann der Spieler auf sein Inventar zugreifen und mit seiner Umgebung interagieren, indem beispielsweise ein gefundener Schlüssel auf ein Türschloss angewendet wird. Als Survival-Element wurden gelegentliche Begegnungen mit Wildtieren integriert, derer sich der Spieler durch Flucht oder den Einsatz von Waffen erwehren kann. Aktionen des Spielers werden an einigen Stellen durch eine Erzählerstimme aus dem Off kommentiert, deren vorwarnungsloses Einsetzen nach längeren Pausen ein stimmungserzeugendes Stilmittel analog zu einem Jump-Scare darstellt. Im Gegensatz zu den meisten Adventures findet Kona wie ein Open-World-Spiel in einer offenen Spielwelt statt, die dem Spieler bereits zu Beginn komplett offensteht und einen Durchmesser von etwa zwei englischen Meilen hat. Im Rahmen der Erkundung der Spielwelt muss der Spieler die außerhalb geschlossener Räume herrschende Kälte berücksichtigen. Er ist gezwungen, warme Kleidung und Feuer zu nutzen, um sich warm zu halten und dem Erfrierungstod vorzubeugen. Ebenfalls zu berücksichtigen sind die maximale Traglast des Spielcharakters sowie sein Stresslevel. Designer Alexandre Fiset bezeichnet das resultierende Spielkonzept als „Survival Adventure“. Das Spiel ist in vier Episoden unterteilt, die einzeln veröffentlicht werden. Pro Episode sollen dabei weitere Spielareale freigeschaltet werden. Kona unterstützt das Oculus Rift.

## Produktionsnotizen
Kona ist das erste selbst produzierte Spiel des kanadischen Studios Parabole; vorher hatte die Firma lediglich Auftragsarbeiten wie z. B. Werbespiele erstellt. Fiset war zuvor für Beenox als Produzent tätig. Laut Fiset war eine Zielsetzung bei der Gestaltung der Spielumgebung, die Landschaft und Kultur Quebecs zu visualisieren, um den austauschbaren Spiellandschaften der Mehrheit der Videospiele eine Umgebung mit Identität und Lokalkolorit entgegenzusetzen. Für die Finanzierung der Produktion des Spiels, das ursprünglich den Namen Kôna tragen sollte, griff Parabole auf eine Crowdfunding-Kampagne auf der Plattform Kickstarter zurück, im Rahmen derer 40.000 CAD (~ 27.400 €) eingesammelt werden sollten. Das Ziel wurde nach einer vierwöchigen Kampagne knapp erreicht. Die Fertigstellung des Spiels wurde für April 2015 avisiert. Im Dezember 2014 erhielt Parabole für die Entwicklung von Kôna eine Förderung des Canadian Media Fund in Höhe von rund 100.000 CAD (~ 71.200 €). Nach einigen Verzögerungen wurde das Spiel im März 2016 in Kona (ohne Accent circonflexe) umbenannt, und die erste Episode erschien als Early-Access-Software über die Distributionsplattformen Steam und GOG.com. Im Juli 2016 vermeldete Publisher Parabole 10.000 verkaufte Einheiten. Die offizielle Veröffentlichung erfolgte im März 2017. Im Juni 2018 erfolgte ohne vorherige Ankündigung eine Umsetzung als kostenpflichtiger Zusatzinhalt für die Virtual-Reality-Systeme PlayStation VR, HTC Vive und Oculus Rift.
Der Soundtrack des Spiels enthält Stücke der Quebecer Folkband CuréLabel. Die Rolle des englischen Sprechers wird von François Devost eingenommen, einem Kindertheater-Autoren und -sprecher; den französischen Erzähler gibt der Schauspieler Guy Nadon (J’en suis!). Das Skript für das Spiel stammt von David Bélanger, zum Entstehenszeitpunkt Doktorand der Literaturwissenschaften an der Université de Montréal.

## Rezeption
Kona erhielt gemischte bis positive Bewertungen. Die Rezensionsdatenbank Metacritic aggregiert insgesamt 39 Rezensionen zu Mittelwerten von 73 (PC-Version), 71 (PS4-Version) bzw. 63 (Switch-Version).
Das Onlinemagazin GIGA bezeichnete Kona als „die Indie-Überraschung der Gamescom“ und verzeichnete eine „atemberaubende Schnee-Atmosphäre“ sowie „coole Story-Twists“.
Basierend auf der Early-Access-Version sah Rob Zacny von Rock, Paper, Shotgun eine „wundervolle Atmosphäre“ und verspürte ein „Gefühl bedrohlicher Isolation“, kritisierte aber die mangelnde Charakterzeichnung des Spielcharakters sowie die fehlende emotionale Anbindung an die Spielwelt und ihre mutmaßlichen Bewohner, was er auf die Inhaltsleere der großen Spielwelt zurückführte. Die US-Website Polygon führt Kona in seiner Liste der „100 Spiele, auf die man sich 2015 freuen sollte“. Inhaltlich verglich das Magazin Kona mit Explorationsspielen wie Dear Esther oder Gone Home, bei denen die Atmosphäre des Spiels im Vordergrund stehe. Kotaku lobte die glaubwürdige Spielumgebung und den didaktischen Ansatz des Spiels, den Spieler einem Erzählstrang folgen zu lassen, ihm gleichzeitig aber völlige Freiheit bei der Exploration des Areals zu lassen. Das Magazin kritisierte eine zu hohe Informationsdichte bei der Vermittlung der Hintergrundgeschichte zu Beginn des Spiels sowie zahlreiche kleine Designpatzer, die es auf den unfertigen Zustand des Spiels sowie das geringe Budget zurückführte.